# Suanpan

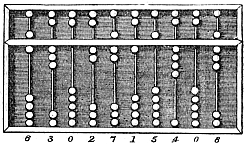
Suanpan (el nombre representat a la imatge és el 6,302,715,408)

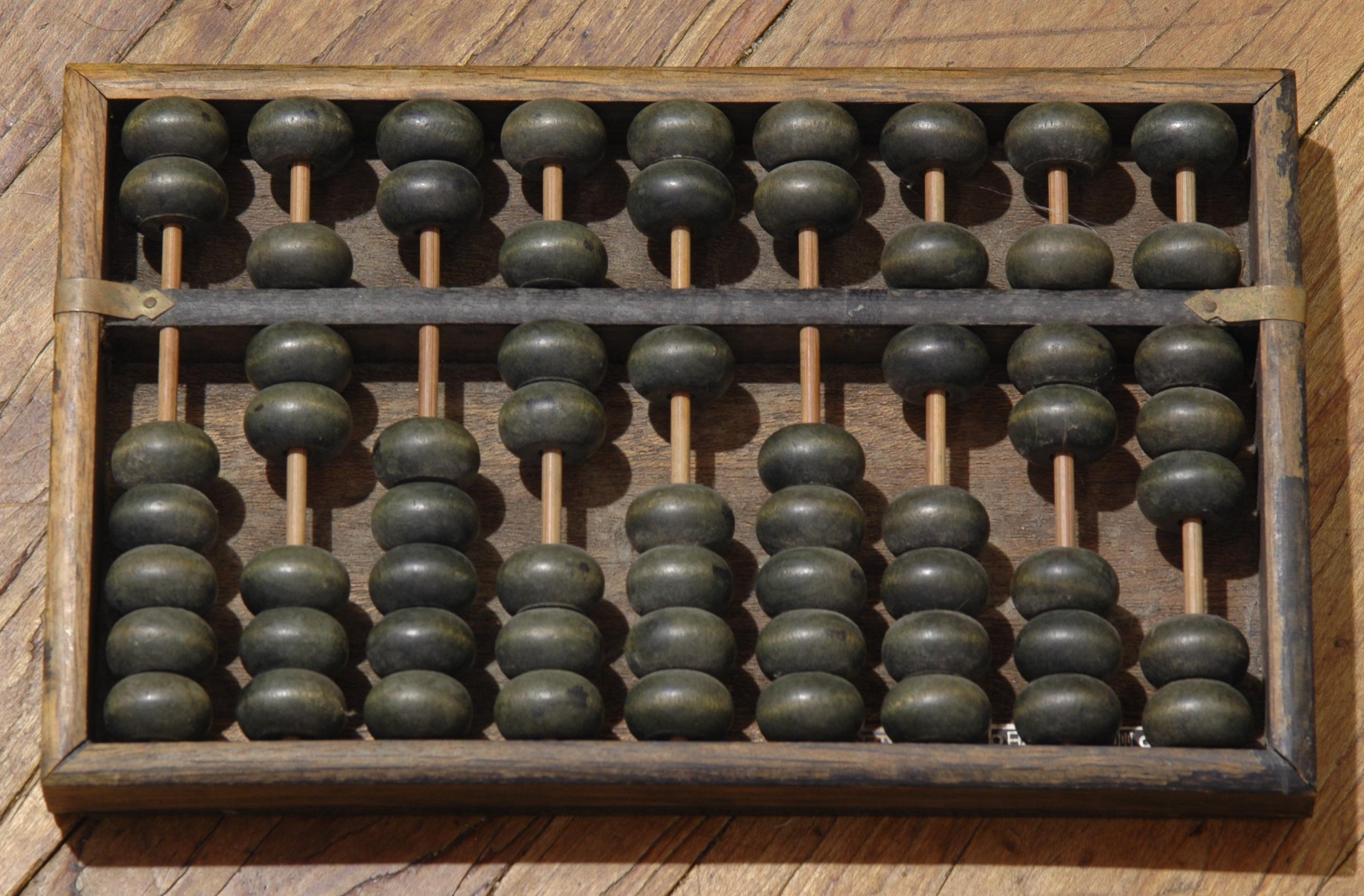
Àbac Xinès

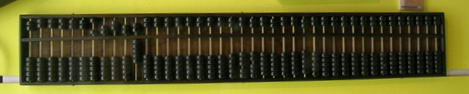
Una versió ampliada d'un suanpan

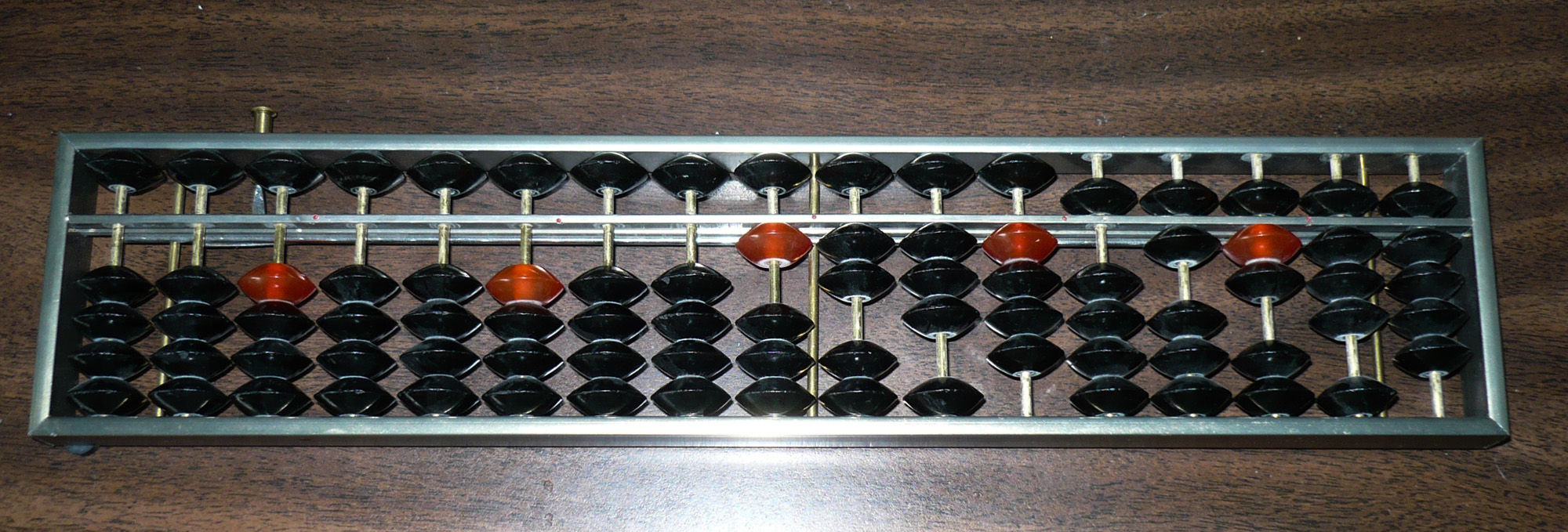
un suanpan modern 4+1 amb un botó d'esborrar-ho tot

suanpan- reencarnació de taules de càlcul

El suanpan ((xinès)) és un àbac d'origen Xinès descrit per primera vegada en un llibre de l'any 190 escrit durant la Dinastia Han titulat Notes Suplementaries sobre l'Art de les Xifres escrit per Xu Yue.
Normalment, un suanpan mesura entorn de 20 cm d'alt i ve en diverses amplades depenent de l'aplicació. Normalment té més de set barres. A cada barra hi ha dos grans a la part superior i cinc grans a la part inferior. Aquesta configuració s'usa per a càlcul tant decimal com hexadecimal. Els grans normalment són arrodonits i es fan d'una fusta dura. Els grans es compten movent-los amunt o avall cap a la barra. El suanpan pot ser restaurat a la posició inicial instantàniament amb una estrebada ràpida al llarg de l'eix horitzontal que per la força centrífuga aparta tots els grans fora de la barra horitzontal al centre.
Els Suanpans es poden utilitzar per a altres funcions diferents de comptar. A diferència de la taula de comptes simple utilitzada en escoles elementals, s'han desenvolupat tècniques de suanpan molt eficients per fer operacions de multiplicació, divisió, addició, sostracció, arrel quadrada i arrel cúbica a alta velocitat.
El suanpan modern té 4+1 grans, grans pintats per indicar posició i un botó d'esborrar-ho tot. Quan es prem el botó d'esboorar-ho tot, dues palanques mecàniques premen els grans de dalt cap amunt i els de la fila inferior cap avall, esborrant així tots els nombres en fer-los zero. Això substitueix d'esborrar-ho a mà, o fent-lo girar de pressa al voltant de la seva línia central horitzontal per desplaçar-los per la força centrífuga.

## Història

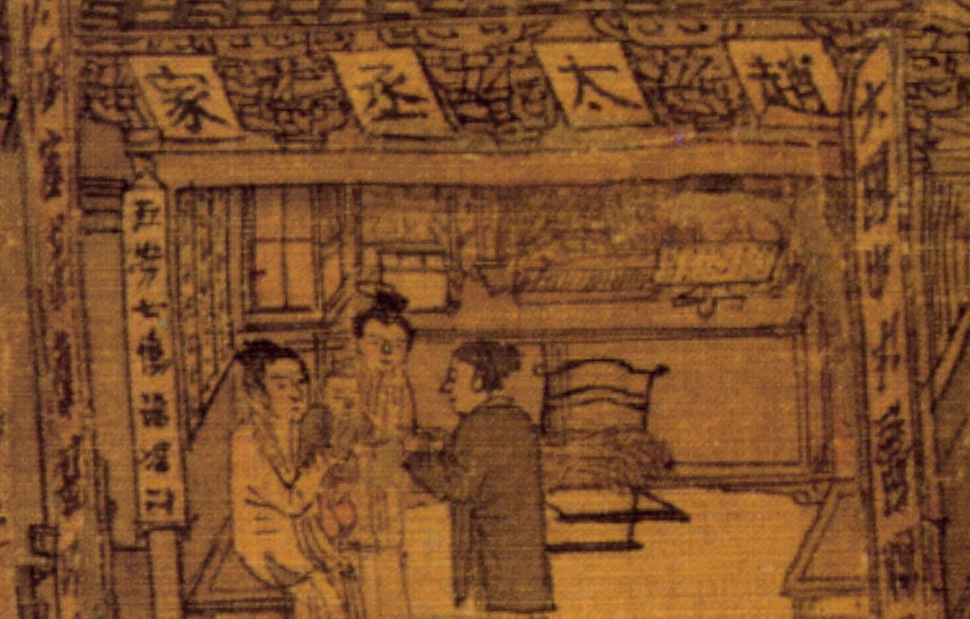
Suanpan al taulell de l'apotecari a Al llarg del Riu Durant el festival de pintura de Qingming

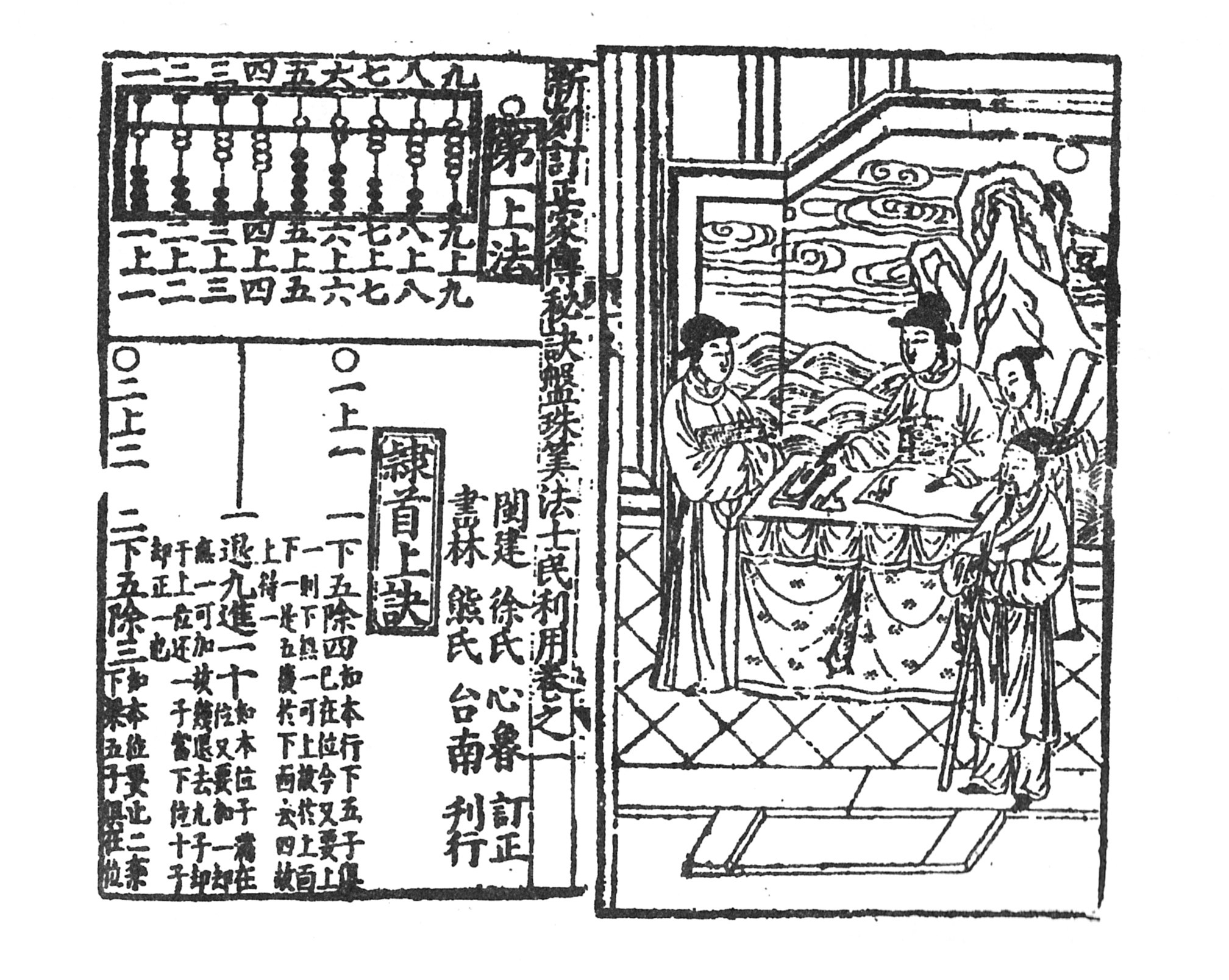
suanpan de l'estil de la dinastia Ming 1573

El suanpan va ser descrit per primera vegada en un llibre del 190 de la Dinastia Han, titulat Notes Suplementàries sobre l'Art de les Xifres escrit per Xu Yue.
Els famosos panorama Al llarg del riu durant el festival Qing Ming pintat per Zhang Zeduan (1085-1145) durant la Dinastia Song (960-1279) podria contenir un suanpan al costat d'un llibre de comptes i les prescripcions del metge al taulell d'un apotecari). Tanmateix, la identificació de l'objecte com a àbac és una qüestió discutida.
El suanpan 5+1 va aparèixer durant la dinastia Ming, una il·lustració en un llibre de 1573 sobre el suanpan mostrava un suanpan amb un gra a damunt i cinc al davall.
La similitud de l'àbac romà amb el xinès suggereix que un podria haver inspirat l'altre, ja que hi ha una alguna evidència de relació comercial entre l'Imperi Romà i la Xina. Tanmateix, no es pot demostrar cap connexió directa, i la similitud entre els àbacs pot ser fortuïta, havent sorgit tots dos del fet de comptar amb cinc dits de cada mà. On el model romà i el xinès tenen 4 més 1 grans per lloc decimal, la versió antiga del suanpan xinès en te 5 més 2, fet que simplifica els algoritmes aritmètics, i també permetent utilitzar-lo amb un sistema de numeració hexadecimal. En comptes de córrer en filferros com en els models xinesos i japonesos, els grans del model romà corren en solcs, presumiblement fent molt més lents els càlculs aritmètics.
Un altre origen possible del suanpan són les barres de comptes xineses, que operaven amb un sistema de valor posicional decimal amb un lloc buit com a zero.

## Grans
Hi ha dos tipus de grans en el suanpan, els de la part de baix, sota de la barra de separadors, i els de la part superior damunt d'aquesta. Els de la part de baix s'anomenen de vegades grans de terra o grans d'aigua, i tenen un valor d'1 a la seva columna. Els de la part superior s'anomenen a vegades grans del cel i tenen un valor de 5 a la seva columna. Les columnes són com els llocs en xifres decimals: una de les columnes, normalment la de la més a la dreta, representa el lloc de les unitats; a l'esquerra d'aquesta les desenes, els centenars, els milers, etcètera, i si hi ha columnes a la dreta de les unitats, són el lloc de dècimes, lloc de les centèsims, etcètera.
El suanpan és un àbac de 2:5: dos grans de cel i cinc grans de terra. Si es compara el suanpan amb el soroban que és un àbac d'1:4, es podria pensar que hi ha dos grans "extres" a cada columna. Per, de fet, representar nombres decimals i sumar o restar tals nombres, estrictament es necessita només un gra superior i quatre grans inferiors a cada columna. Així aquests grans extres es podrien utilitzar per representar nombres hexadecimals en el suanpan i sumar-los o restar-los. També, alguns mètodes "antics" per multiplicar o per dividir nombres decimals utilitzen aquells grans extres com la "tècnica de Gra Extra" o la "Tècnica del Gra suspes".
Al final d'un càlcul decimal en un suanpan, no es dona mai el cas que els cinc grans a la part de baix es moguin amunt; en aquest cas, es fan retrocedir els cinc grans avall i un gra a la part de dalt pren el seu lloc. Similarment, si dos grans a la part de dalt es desplacen avall, els fan retrocedir amunt, i un gra de la part de baix de la pròxima columna de l'esquerra es mou cap amunt. En el càlcul hexadecimal, els set grans de cada columna s'utilitzen. El resultat del càlcul es llegeix a partir dels grans agrupats prop de la barra de separadors entre la part superior i la inferior.
Existeixen diferents mètodes per realitzar la divisió en el suanpan. Alguns d'ells exigeixen l'ús de l'anomenada "taula de divisió Xinesa".
| Taula de divisió Xinesa | Taula de divisió Xinesa  | Taula de divisió Xinesa  | Taula de divisió Xinesa  | Taula de divisió Xinesa  | Taula de divisió Xinesa | Taula de divisió Xinesa | Taula de divisió Xinesa | Taula de divisió Xinesa | Taula de divisió Xinesa |
|                         | 一 1                     | 二 2                     | 三 3                     | 四 4                     | 五 5                    | 六 6                    | 七 7                    | 八 8                    | 九 9                    |
| ----------------------- | ------------------------ | ------------------------ | ------------------------ | ------------------------ | ----------------------- | ----------------------- | ----------------------- | ----------------------- | ----------------------- |
| 一 1                    | 进一 avança 1            | El cicle es repeteix     | El cicle es repeteix     | El cicle es repeteix     | El cicle es repeteix    | El cicle es repeteix    | El cicle es repeteix    | El cicle es repeteix    | El cicle es repeteix    |
| 二 2                    | 添作五 substitueix per 5 | 进一 avança 1            | El cicle es repeteix     | El cicle es repeteix     | El cicle es repeteix    | El cicle es repeteix    | El cicle es repeteix    | El cicle es repeteix    | El cicle es repeteix    |
| 三 3                    | 三十一 31                | 六十二 62                | 进一 avança 1            | El cicle es repeteix     | El cicle es repeteix    | El cicle es repeteix    | El cicle es repeteix    | El cicle es repeteix    | El cicle es repeteix    |
| 四 4                    | 二十二 22                | 添作五 substitueix per 5 | 七十二 72                | 进一 avança 1            | El cicle es repeteix    | El cicle es repeteix    | El cicle es repeteix    | El cicle es repeteix    | El cicle es repeteix    |
| 五 5                    | 添作二 replace by 2      | 添作四 substitueix per 4 | 添作六 substitueix per 6 | 添作八 substitueix per 8 | 进一 avança 1           | El cicle es repeteix    | El cicle es repeteix    | El cicle es repeteix    | El cicle es repeteix    |
| 六 6                    | 下加四 davall suma 4     | 三十二 32                | 添作五 substitueix per 5 | 六十四 64                | 八十二 82               | 进一 advance 1          | El cicle es repeteix    | El cicle es repeteix    | El cicle es repeteix    |
| 七 7                    | 下加三 davall suma 3     | 下加六 davall suma 6     | 四十二 42                | 五十五 55                | 七十一 71               | 八十四 84               | 进一 avança 1           | El cicle es repeteix    | El cicle es repeteix    |
| 八 8                    | 下加二 davall suma 2     | 下加四 davall suma 4     | 下加六 davall suma 6     | 添作五 substitueix per 5 | 六十二 62               | 七十四 74               | 八十六 86               | 进一 avança 1           | El cicle es repeteix    |
| 九 9                    | 下加一 davall suma 1     | 下加二 davall suma 2     | 下加三 davall suma 3     | 下加四 davall suma 4     | 下加五 davall suma 5    | 下加六 davall suma 6    | 下加七 davall suma 7    | 下加八 davall suma 8    | 进一 avança 1           |

Els dos grans més extrems, el gra de terra de més avall i el gra de cel de més amunt, normalment no es fan servir en l'addició ni en la sostracció. Són essencials (obligatori) en alguns dels mètodes de multiplicació (dos de tres mètodes els exigeixen) i el mètode de divisió (taula de divisió especial Qiuchu, un entre tres mètodes). Quan el resultat intermedi (en la multiplicació i divisió) és més gran de 15 (quinze), el més baix dels grans superiors es mou a mig camí per representar deu (xuanchu, suspès). Així la mateixa barra pot representar fins a 19 (obligatori en els passos intermedis de la multiplicació i la divisió en el suanpan tradicional).
Els mnemonics del mètode de divisió xinès [Qiuchu] té el seu origen en l'ús de pals de bambús [Chousuan], cosa que és una de les raons per les quals molts creuen que l'evolució de suanpan és independent de l'àbac romà.
Aquest mètode de divisió xinès (amb taula de divisió) no era en ús quan els japonesos varen canviar el seu àbac a un gra superior i quatre grans inferiors durant els anys 1920.
Els grans i barres es lubrifiquen sovint per assegurar el moviment ràpid, suau.

## Sistema decimal
Aquest mecanisme treballa amb un sistema de numeració biquinari en el qual els rosegs i desplaçaments són similars al sistema de númeració decimal. Ja que cada barra representa un dígit en un nombre decimal, la capacitat de càlcul del suanpan només és limitada pel nombre de barres. Quan un matemàtic es queda curt de barres, un es pot afegir altre suanpan a l'esquerra del primer. En teoria, el suanpan es pot expandir indefinidament d'aquesta manera.

## Sistema hexadecimal
El xinès tradicional d'unitats de pesos era un sistema hexadecimal. Un jin (斤) equival a setze liang (兩). Els Suanpans s'utilitzaven comunament en mercats per realitzar càlculs amb aquestes unitats hexadecimals. Quan es fan servir tots els grans en el suanpan, cada columna es pot utilitzar per representar nombres entre 0 i 15 (0 i F en el sistema hexadecimal modern). El càlcul en el sistema decimal i hexadecimal és bastant similar excepte que es fan servir un gra extra tant a la part superior com a la inferir.

## Decadència en l'ús modern
L'aritmètica amb el suanpan encara s'ensenyava a l'escola a Hong Kong als últims anys dels 1960, i en la República de la Xina als anys 1990. Tanmateix, quan les calculadores manuals esdevingueren disponibles, la disposició dels escolars per aprendre l'ús del suanpan minvà dramàticament. En les primeres èpoques de les calculadores, sovint apareixien als mitjans de comunicació notícies d'operadors de suanpan que guanyaven les calculadores electròniques en competències aritmètiques tant en velocitat com en precisió. Les primeres calculadores electròniques només podrien manejar de 8 a 10 dígits significatius, mentre que suanpans es poden construir a precisió virtualment il·limitada. Però quan la funcionalitat de les calculadores millorava més enllà d'operacions aritmètiques simples, la majoria de les persones es van adonar que el suanpan mai no podria calcular funcions més complexes com les funcions trigonomètriques més ràpid que una calculadora. Avui dia, a mesura que les calculadores han esdevingut més assequibles, els suanpans no es fan servir habitualment a Hong Kong o Taiwan, però molts pares encara envien els seus fills a professors particulars o a escoles i a activitats extraescolars subvencionades pel govern perquè aprenguin aritmètica amb el suanpan com a complement de l'aprenentatge i com a mitjà per a capacitar-los per a l'aritmètica mental més ràpida i més acurada, o com a qüestió de conservació cultural. Encara n'hi ha competicions de velocitat. Els suanpans encara es fan servir a la Xina i al Japó, així com en alguns llocs del Canadà i dels Estats Units.
A la Xina continental, abans els comptables i el personal financer havien de passar certs exàmens en l'aritmètica del suanpan. A partir d'aproximadament 2002 o 2004, aquest requisit s'ha canviat totalment per la comptabilitat informàtica.

## Miscel·lània

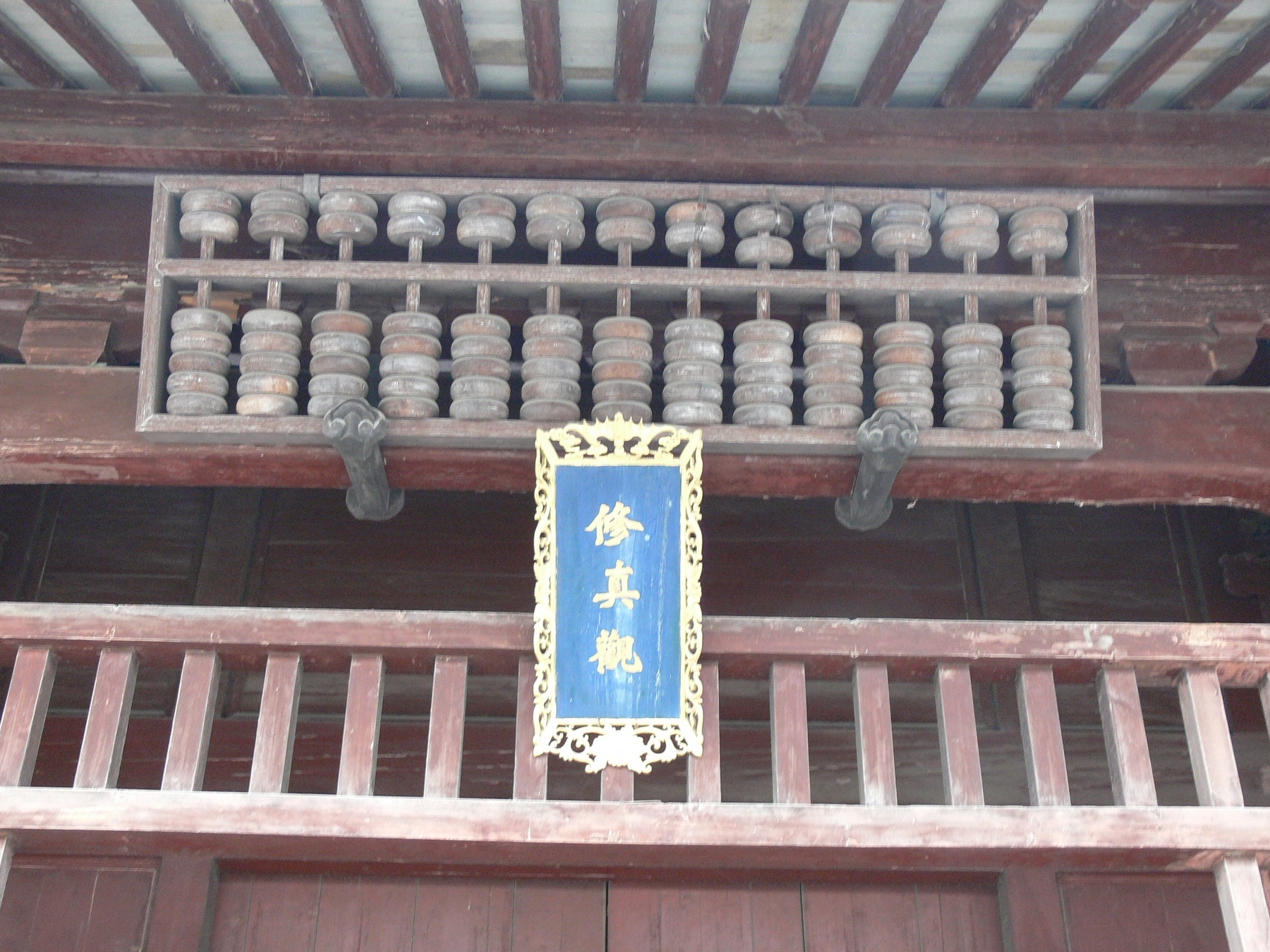
Suanpan del temple Taoista Wuzhen

- El suanpan està íntimament relacionat amb el sistema de numeració xinès "brunzeixen".
- Molts temples taoistes a la Xina i Taiwan pengen suanpans grans per advertir als seguidors en contra de ser conspiradors, ja que el càlcul de l'home mai no bat al del Cel.